# Підготовчий факультет Київського національного університету імені Тараса Шевченка
Підгото́вчий факульте́т Ки́ївського націона́льного університе́ту і́мені Тара́са Шевче́нка веде свою історію з 1920 року, коли було створено підготовче відділення робітничого факультету. 1960 року відкрито підготовчий факультет для іноземних громадян, 1969 року — підготовче відділення для громадян України. 1997 року ці дві структури об'єднано в підготовчий факультет.
Навчання здійснюється за такими формами: денна; вечірня; суботні курси, лекторії. Громадяни України та іноземці готуються до вступу в університет та інші заклади освіти України з усіх спеціальностей. За ці роки підготовлено до навчання у вищих закладах освіти понад 20 000 громадян України та 22 000 іноземців зі 120 країн світу.
Очолює факультет професор Т. Табенська. На факультеті працює більше 100 викладачів. З-поміж них — 20 доцентів. Усі викладачі є висококваліфікованими фахівцями.
Факультет має бібліотеку, комфортабельні гуртожитки з кафе-їдальнею, читальними залами, комп'ютерним класом з Інтернет, залою для пізнавально-навчальних заходів та дозвілля, камерою схову, спортивними залами і спортивними майданчиками.

## Основні напрями наукових досліджень
Наукові основи викладання української та російської мов як іноземних, природничих та гуманітарних дисциплін на підготовчих факультетах в умовах стислих термінів навчання.
Основні навчальні курси:
- українська мова та література;
- російська мова та література;
- англійська, німецька та французька мови;
- історія України;
- всесвітня історія;
- країнознавство;
- основи економіки;
- основи правознавства;
- біологія;
- математика;
- фізика;
- хімія;
- географія;
- креслення;
- образотворче мистецтво;
- теорія музики та сольфеджіо.